# Thành Quan, Lan Châu
Thành Quan (tiếng Trung phồn thể: 城關區, Hán-Việt: Thành Quan khu) là một quận thuộc địa cấp thị Lan Châu (蘭州) của tỉnh Cam Túc, Cộng hòa Nhân dân Trung Hoa. Quận này có 936.000 người gồm các dân tộc Hồi, Tạng, Mông Cổ, Duy Ngô Nhĩ. Quận này có các đơn vị hành chính trực thuộc gồm 24 nhai đạo biện sự xứ, 129 ủy ban hành khu cư, 39 ủy ban thôn.

## Phân chia hành chính
- Nhai đạo: Lâm Hạ lộ, Trương Dịch lộ, Bạch Ngân lộ, Phục Long Bình, Tửu Tuyền lộ, Quảng Vũ môn, Đông Cương tây lộ, Cao Lan lộ, Vị Nguyên lộ, Nhạn Nam, Nhạn Bắc, Diêm Tràng lộ, Thảo Tràng nhai, Tĩnh Viễn lộ, Đoàn Kết tân thôn, Thiết Lộ đông thôn, Thiết Lộ tây thôn, Ngũ Tuyền, Hỏa xa trạm, Củng Tinh đôn, Gia Dục quan lộ, Tiêu Gia loan, Đông Cương, Thanh Bạch thạch.